# Hendersonita
La hendersonita és un mineral de la classe dels òxids que pertany al grup de la hewettita. Va rebre el nom per M.L. Lindberg, A.D. Weeks, M.E. Thompson, D.P. Elston, R. Meyrowitz el 1962 en honor del Dr. Edward Porter Henderson (31 de desembre de 1898, Columbus, Ohio, EUA - 12 de setembre de 1992, Washington DC, EUA), conservador de meteorits a la Smithsonian Institution, qui va contribuir al coneixement de la mineralogia dels jaciments d'urani i vanadi.

## Característiques
La hendersonita és un òxid de fórmula química (Ca,Sr)1.3V₆O16·6H₂O. Cristal·litza en el sistema ortoròmbic. La seva duresa a l'escala de Mohs és 2,5.
Segons la classificació de Nickel-Strunz, la hendersonita pertany a «04.HG: V[5+, 6+] vanadats. Òxids de V sense classificar» juntament amb els següents minerals: fervanita, navajoïta, huemulita, vanalita, vanoxita, simplotita, delrioïta, metadelrioïta, barnesita, grantsita, lenoblita i satpaevita.

## Formació i jaciments
Va ser descrita gràcies a les mostres recollides a dues mines dels Estats Units: la mina J J, situada a la vall de Paradox, al districte miner d'Uravan (comtat de Montrose, Colorado), i a la mina Nelson Point, al districte de Shiprock (comtat de San Juan, Nou Mèxic). A banda de a les dues localitats tipus també ha estat descrita en altres indrets dels estats nord-americans de Colorado i Arizona.